# Eurytoma annilai
Eurytoma annilai är en stekelart som beskrevs av Karl-Johan Hedqvist 1974. Eurytoma annilai ingår i släktet Eurytoma och familjen kragglanssteklar.
Artens utbredningsområde är:
- Finland.
- Frankrike.
- Schweiz.

Inga underarter finns listade i Catalogue of Life.